# 小學館文庫
小學館文庫（日語：小学館文庫），1997年12月日本小學館紀念創刊75周年成立的文庫本系列。
開始時由三個顏色構成：紅、綠、黃。紅色代表文藝、學藝、綠色代表自然、開放、黃色代表實用、生活品味。同文庫還有收錄過去於小學館的漫畫獲得好評的作品。
1970年，小學館文庫的標籤最用於平裝尺寸的漫畫。石之森章太郎的《人造人009》和萩尾望都的《11人いる!》皆使用此出版。

## 關連項目
- GAGAGA文庫（同公司的輕小說文庫。少年向為主）
- LULULU文庫（同公司的輕小說文庫。少女向為主）

上述兩個文庫系列在2007年同時創刊。